# Alice Modolo
Alice Modolo, née le 23 octobre 1984 à Clermont-Ferrand, est apnéiste, chirurgien-dentiste , modèle sous-marin et conférencière française.
Trois fois vainqueur de la Coupe de France en apnée dynamique (DYN), quadruple championne de France en poids constant (CWT), vice-championne du monde par équipe en 2012, vainqueur de la coupe d’Europe en 2020 ; elle compte à son actif 20 records de France,d'apnée.
Elle est la première française à atteindre les -100 m en poids constant (monopalme) et est détentrice du record mondial féminin en poids constant bi-palmes, à 96 mètres.

## Biographie
Née en 1984 à Clermont-Ferrand de parents dentistes, Alice Modolo obtient un baccalauréat scientifique en 2002. Elle s’inscrit en faculté de médecine et oriente ses études pour devenir chirurgien-dentiste. Elle est diplômée docteur en chirurgie dentaire de la Faculté d’odontologie de Clermont-Ferrand en 2009. Elle complète sa formation par la suite pour se spécialiser en pédodontie et depuis 2018, elle officie en tant que pédodontiste exclusive[réf. nécessaire].

## Parcours sportif
Alice Modolo a 13 ans quand elle accompagne sa grande sœur à la piscine d’Issoire pour, comme elle, s’initier à la plongée bouteille et passer son examen de premier niveau.
Elle s'essaie à l'apnée pour la première fois en 2007, et se prend de passion pour l’apnée dynamique (DYN), discipline qui consiste pour l’apnéiste à nager sous l’eau la plus longue distance possible sans limite de temps, en monopalme. Quelques semaines plus tard, lors de sa première compétition, elle atteint 100 mètres. Elle termine la saison 2007 à 120 mètres et remporte la Coupe de France.
En 2009, elle découvre la discipline du poids constant qui deviendra sa discipline de prédilection. De 2008 à 2013, elle obtient plusieurs titres et records de France (voir Palmarès complet), dont un titre de vice-championne du monde par équipe en 2012. Au terme de la saison 2013, elle décroche trois records de France avec 185 m en apnée dynamique (DYN), -71 m en immersion libre (FIM) et -81 m en poids constant (CWT) monopalme.
C’est aussi en 2013 qu’Alice Modolo décide de s’installer à Nice pour se rapprocher de la mer. Elle compte pouvoir y développer son activité de chirurgien-dentiste tout en s’entraînant pour le haut niveau. Après une saison 2013 réussie, elle s’éloigne de l’apnée pour se consacrer à sa profession de  dentiste. Elle se spécialise en pédodontie et réussit un diplôme universitaire à Paris en alternance de son activité d’omnipraticienne à Valbonne[réf. nécessaire].
Alice Modolo reprend l’apnée en tant que modèle pour la marque de thé Kusmi Tea ou encore le clip réalisé par Charlie Robins et Julie Gautier pour la chanson Runnin’ (Lose it all) (en) de Naughty Boy feat Beyoncé.
En 2018, Alice Modolo atteint -88 mètres en poids constant monopalme. Elle obtient un titre de championne de France, cinq records de France, et une 4e place aux championnats du monde en poids constant bi-palmes[réf. nécessaire].
En janvier 2019, elle suspend sa carrière de dentiste pour se consacrer uniquement aux compétitions d’apnée[réf. nécessaire]. Son objectif : être la première française à atteindre les -100 mètres de profondeur en poids constant.
En août 2019, lors de la compétition CarribeanCup à Roatán, au Honduras, elle souhaite améliorer sa meilleure performance de 12 mètres pour atteindre son objectif de 100 m en poids constant monopalme. Le 3 août, elle valide -92 m, ce qui est un record de France. Le 5 août, elle atteint -95 m, nouveau record de France. Le 8 août, elle descend à -100 m, mais fait pour la première fois une syncope lors de la remontée à 10 mètres de la surface, ce qui invalide automatiquement sa performance, conformément aux règles de sécurité prévues dans le règlement des compétitions d'apnée.
Le 11 septembre 2019, elle termine la saison dans les eaux plus froides de Villefranche-sur-Mer et se classe à la 4e place des championnats du monde en poids constant monopalme. Elle ne reprend pas sa carrière de dentiste, et continue de se consacrer aux compétitions d’apnée dans le but d’atteindre -100 m[réf. nécessaire].
Le 24 juillet 2021, elle atteint les -100 m en poids constant monopalme lors du Vertical Blue aux Bahamas et elle bat le record mondial féminin en poids constant bi-palmes en plongeant à 95 mètres de profondeur. Elle bat son propre record en poids constant bi-palmes l'année suivante, en atteignant les 96 mètres de profondeur en août 2022 lors du Vertical Blue.

## Engagements
Alice Modolo donne des conférences publiques,, et propose des séminaires de développement personnel[réf. nécessaire].
Alice Modolo est depuis 2018 ambassadrice de l’association Gregory Lemarchal.

## Palmarès
|         | Compétition | DYN Monopalme | DNF | FIM | STA | CWT Monopalme | CWT Bipalmes | Classement |
| ------- | --- | --- | --- | --- | --- | --- | --- | --- |
| 2007    | 18/02 -Manche de Coupe de France, Lyon                                                                                          | 100 m | | | | | | |
| 2007    | 24/03 - Manche de Coupe de France, 24/03, Agen                                                                                  | 106 m | | | | | | |
| 2007    | 23/06 - Championnat de France FFESSM, Thonon                                                                                    | 116 m | | | | | | 3e du Championnat de France FFESSM                                                                                              |
| 2007    | 03/11 - Finale de la Coupe de France, Toulouse                                                                                  | 120 m | 77 m | | | | | Championne Coupe de France FFESSM                                                                                               |
| 2008    | 27-28/01 - Coupe des Dauphins, Genève (Suisse)                                                                                  | 121 m | 79 m | | | | | 3e DYN et 2e DNF |
| 2008    | 10/02 - Manche de Coupe de France, Lyon                                                                                         | 125 m | | | | | | 1re DYN |
| 2008    | 00/03 - Manche de Coupe de France, Agen                                                                                         | 121 m | 81 m | | | | | 1re DYN, DNF et Combiné |
| 2008    | 05/04 - Manche de Coupe de France, Clermont-Ferrand                                                                             | 125 m | 83 m | | | | | 1re DYN, DNF et Combiné |
| 2008    | 22/11 - Finale de la Coupe de France, Toulouse                                                                                  | 135 m | | | | | | Championne Coupe de France FFESSM                                                                                               |
| 2009    | 24/01 - Coupe des Dauphins, Genève (Suisse)                                                                                     | | 90 m | | | | | 4e DNF |
| 2009    | 05/04 - Manche de la Coupe de France, Aix-les-Bains                                                                             | 143 m | | | | | | 1re DYN et 1re Combiné |
| 2009    | 26/04 - Coupe des plongeurs libres, Nîmes                                                                                       | 150 m | 80 m | | | | | 1re DYN (Egalisation Record de France FFESSM), DNF et Combiné                                                                   |
| 2009    | 19/09 - Nice Abyss Contest, Nice                                                                                                | | | | | -26 m | | |
| 2009    | 14/10 - Finale de la Coupe de France, Amiens                                                                                    | 160 m | | | | | | Championne de la Coupe de France, Record de France FFESSM                                                                       |
| 2010    | 08 - Championnats du monde Indoor AIDA, Aarhus (Danemark)                                                                       | 162 m | | | | | | Record de France AIDA |
| 2010    | 00/00 - Championnats du monde Outdoor AIDA, Okinawa (Japon)                                                                     | 173 m | | | 4'49'' | -52 m | | DYN : Record de France AIDA |
| 2010    | 25/09 - Coupe de Savoie, Aix-les-Bains                                                                                          | 151 m | 123 m | | | | | 1re DYN et DNF ( Record de France AIDA)                                                                                         |
| 2011    | 24/09 - Championnats du monde Outdoor AIDA, Kalamata (Grèce)                                                                    | | | | | -57 m | | |
| 2012    | 02/06 - Nice Abyss Contest, Nice                                                                                                | | | | | -65 m | | |
| 2012    | 08-16/09 - Championnats du monde AIDA, Villefranche-sur-Mer (France)                                                            | 150 m | | | 5'12'' | -72 m | | Vice-championne du monde par équipe AIDA                                                                                        |
| 2013    | 08/04 - Coupe des plongeurs libres, Nîmes                                                                                       | 185 m | | | | | | 1re DYN, Record de France AIDA                                                                                                  |
| 2013    | 06 - Mediterranean Wolrd Freediving Cup AIDA, Myrtos (Crète)                                                                    | | | | | -77 m | | Record de France AIDA |
| 2013    | 06 - Mediterranean Wolrd Freediving Cup AIDA, Myrtos (Crète)                                                                    | | | | | -79 m | | Record de France AIDA |
| 2013    | 06 - Mediterranean Wolrd Freediving Cup AIDA, Myrtos (Crète)                                                                    | | | | | -81 m | | Record de France AIDA |
| 2013    | 06/07 - Nice Abyss Contest, Nice                                                                                                | | | -71 m | | | | 1re FIM, Record de France AIDA                                                                                                  |
| BREAK   | | | | | | | | |
| 2017    | 01/05 - Championnat de France FFESSM, Villefranche-sur-Mer                                                                      | | | | | -70 m | | Championne de France, Record de France FFESSM                                                                                   |
| 2017    | 24/06 - Nice Abyss Contest, Villefranche-sur-Mer                                                                                | | | | | -68 m | | 1re place |
| 2017    | 10/10 - Championnats d'Europe CMAS, Kas (Turquie)                                                                               | | | | | -74 m | -60 m | 5e mondiale Mono 2 Records de France FFESSM (Mono et Bipalmes)                                                                  |
| 2018    | 24/06 - Nice Abyss Contest, Villefranche-sur-Mer                                                                                | | | | | -70 m | | 1re CWT |
| 2018    | 30/06 - Championnat de France FFESSM, Villefranche-sur-Mer                                                                      | | | | | -76 m | | Championne de France, Record de France FFESSM                                                                                   |
| 2018    | 20-26/07 - Vertical Blue, Long Island (Bahamas)                                                                                 | | | | | -84 m | | Record de France AIDA |
| 2018    | 20-26/07 - Vertical Blue, Long Island (Bahamas)                                                                                 | | | | | -86 m | | Record de France AIDA |
| 2018    | 20-26/07 - Vertical Blue, Long Island (Bahamas)                                                                                 | | | | | -88 m | | Record de France AIDA |
| 2018    | 01-07/10 - Championnats du monde CMAS, Kas (Turquie)                                                                            | | | | | | -82 m | 4e mondiale, Record de France FFESSM                                                                                            |
| 2019    | 23/06 - Nice Abyss Contest, Villefranche-sur-Mer                                                                                | | | | | -80 m | | 1re CWT |
| 2019    | 30/06 - Championnat de France FFESSM, Villefranche-sur-Mer                                                                      | | | | | -80 m | -70 m | Championne de France Mono (Record de France FFESSM) et Bipalmes                                                                 |
| 2019    | 03-05/08 - Caribbean Cup, Roatan (Honduras)                                                                                     | | | | | -92 m | | Record de France FFESSM |
| 2019    | 03-05/08 - Caribbean Cup, Roatan (Honduras)                                                                                     | | | | | -95 m | | Record de France FFESSM |
| 2019    | 11/09 - Championnats du monde AIDA, Villefranche-sur-Mer (France)                                                               | | | | | -87 m | | 4e mondiale |
| 2020    | 11/09- Coupe d'Europe CMAS, Kalamata (Grèce)                                                                                    | | | | | -86 m | | 1re DYN de la Coupe d'Europe CMAS                                                                                               |
| 2021    | 18/07 - Vertical Blue, Long Island (Bahamas)                                                                                    | | | | | | -95m | Record du monde |
| 2021    | 24/07 - Vertical Blue, Long Island (Bahamas)                                                                                    | | | | | -100m | | Record de France FFESSM |
| 2022    | août - Vertical Blue, Long Island (Bahamas)                                                                                     | | | | | | -96 m | Record du monde |
| Légende | DYN = Apnée dynamique ; DFN = Apnée dynamique sans palmes ; FIM = Immersion libre ; STA = Apnée statique ; CWT = Poids constant | DYN = Apnée dynamique ; DFN = Apnée dynamique sans palmes ; FIM = Immersion libre ; STA = Apnée statique ; CWT = Poids constant | DYN = Apnée dynamique ; DFN = Apnée dynamique sans palmes ; FIM = Immersion libre ; STA = Apnée statique ; CWT = Poids constant | DYN = Apnée dynamique ; DFN = Apnée dynamique sans palmes ; FIM = Immersion libre ; STA = Apnée statique ; CWT = Poids constant | DYN = Apnée dynamique ; DFN = Apnée dynamique sans palmes ; FIM = Immersion libre ; STA = Apnée statique ; CWT = Poids constant | DYN = Apnée dynamique ; DFN = Apnée dynamique sans palmes ; FIM = Immersion libre ; STA = Apnée statique ; CWT = Poids constant | DYN = Apnée dynamique ; DFN = Apnée dynamique sans palmes ; FIM = Immersion libre ; STA = Apnée statique ; CWT = Poids constant | DYN = Apnée dynamique ; DFN = Apnée dynamique sans palmes ; FIM = Immersion libre ; STA = Apnée statique ; CWT = Poids constant |